# Yuri Yoshizumi
Yuri Yoshizumi (吉住 友里, Yoshizumi Yuri), née le 1er juillet 1986 à Osaka, est une coureuse de fond japonaise spécialisée en trail et skyrunning. Elle est double championne d'Asie de kilomètre vertical.

## Biographie
Yuri fait ses débuts en compétition dans la discipline du marathon durant ses études de physiothérapeute à l'université préfectorale d'Osaka,. Le 4 octobre 2009, elle remporte sa première victoire en s'imposant au marathon de Portland.
Le 26 août 2012, elle prend un départ prudent au marathon d'Hokkaido. Profitant de la baisse de régime de la favorite Sumiko Suzuki, Yuri s'empare de la tête et file vers la victoire.
Elle termine deuxième du marathon d'Osaka 2013 en 2 h 41 min 0 s derrière la Kényane Monica Jepkoech, ce qui lui vaut une invitation pour le marathon de Chicago 2014. Seule Japonaise engagée dans ce dernier, elle n'est pas complètement remise d'un accident de vélo survenu en début d'année. Elle se classe 82e en 2 h 56 min 7 s,.
Toujours affectée par son accident, elle décide de s'essaier au trail en 2015 puis au skyrunning.
En 2016, elle s'illustre dans la discipline du kilomètre vertical. Après une première victoire lors de sa première course à la Ueda Vertical, elle domine la Zao Vertical Race et s'impose avec plus de trois minutes d'avance sur Masako Ishida. L'épreuve comptant comme championnats du Japon de la discipline, elle remporte son premier titre. Engagée aux championnats du monde de trail à Gerês, elle termine treizième et meilleure Asiatique. Le 2 décembre, elle s'élance sur le MSIG Vertical Kilometer, épreuve des championnats d'Asie de skyrunning. Elle domine la course et bat le précédent record du parcours de plus de 2 min 30 s, remportant le titre. Le 12 décembre, elle prend part à sa première course d'escaliers à l'Abeno Harukas à Osaka. Elle crée la surprise en battant de six secondes la favorite et récente championne du monde de la discipline Suzy Walsham. Une semaine plus tard, elle participe à sa première course d'ultra-marathon sur route lors des championnats du Japon de 50 kilomètres à Tokyo. Courant aux côtés de la favorite et quadruple championne Mai Fujisawa, elle parvient à s'échapper en fin de course pour décrocher le titre et signer un nouveau record des championnats en 3 h 31 min 35 s.
Le 11 mai 2017, elle s'impose au Transvulcania Vertical Kilometer, battant l'Italienne Stéphanie Jiménez et établissant un nouveau record du parcours en 59 min 28 s. Le 28 juillet, elle participe pour la première fois à la course du mont Fuji jusqu'au sommet ayant déjà remporté la course de 15 km l'année précédente. Elle domine la course et s'impose avec douze minutes d'avance sur la triple gagnante Mina Ogawa. Le 9 septembre, elle défend avec succès son titre de championne d'Asie de kilomètre vertical en s'imposant aisément avec plus quatre minutes d'avance sur Mina Ogawa.
Le 27 avril 2018, elle prend le départ de la course Sty de 92 km de l'Ultra-Trail Mt.Fuji. Prenant les commandes dès le départ, elle impose son rythme soutenu. Sa plus proche rivale, la Néo-Zélandaise Marie McNaughton ne parvenant pas à suivre le rythme, Yuri s'envole en tête pour décrocher la victoire en 10 h 45 min 5 s, terminant cinquième au classement scratch.
Le 29 août 2019, elle prend à nouveau le départ de l'OCC, désireuse de faire mieux que sa quatrième place en 2017. Devancée par Ruth Croft et Azara García, elle effectue une solide course pour terminer sur la troisième marche du podium. Elle participe au Vertical Kilometer World Circuit et termine à la deuxième place du classement général derrière la Française Jessica Pardin en effectuant une saison consistante avec deux podiums au Mt.Awa Vertical Kilometer et à l'Olympus Vertical.
En août 2021, elle se rend en France pour participer à nouveau à l'OCC mais termine à une décevante 26e place. Elle passe ensuite le reste de la saison en Europe pour participer à l'édition inaugurale du VK Open Championship. Le 10 septembre, elle termine deuxième du Vertical Terme di Bognanco à trente secondes de l'Italienne Fabiola Conti. Elle décroche un autre podium en terminant troisième du Santana Vertical Kilometer début octobre. Elle conclut sa saison avec une modeste cinquième place lors de la finale au Vertical Grèste de la Mughéra qui lui suffit pour remporter le classement général du VK Open Championship avec deux points d'avance sur l'Autrichienne Andrea Mayr.
Le 12 novembre 2022, elle participe à l'édition inaugurale des championnats du monde de course d'escaliers organisés par la Fédération internationale de skyrunning et courus dans le cadre de la DubaÏ Holding SkyRun dans la Jumeirah Emirates Towers Hotel. Yuri Yoshizumi fait parler son expérience et domine la course féminine pour remporter le titre. Elle s'impose en 8 min 15 s, devançant de plus de 45 secondes ses poursuivantes. Avec ses compatriotes Yuko Tateishi et Airi Sawada, elle réalise un podium 100 % japonais.

## Palmarès

### Route
| Année | Compétition                            | Lieu        | Place | Épreuve       | Temps           |
| ----- | -------------------------------------- | ----------- | ----- | ------------- | --------------- |
| 2009  | Marathon de Portland                   | Portland    | 1re   | Marathon      | 2 h 55 min 59 s |
| 2009  | Marathon de Fukuchiyama                | Fukuchiyama | 1re   | Marathon      | 2 h 42 min 15 s |
| 2010  | Marathon de Hong Kong                  | Hong Kong   | 4e    | Marathon      | 2 h 58 min 37 s |
| 2011  | Marathon d'Osaka                       | Osaka       | 3e    | Marathon      | 2 h 40 min 31 s |
| 2012  | Marathon d'Hokkaido                    | Sapporo     | 1re   | Marathon      | 2 h 39 min 7 s  |
| 2013  | Marathon d'Hokkaido                    | Sapporo     | 5e    | Marathon      | 2 h 37 min 56 s |
| 2013  | Marathon d'Osaka                       | Osaka       | 2e    | Marathon      | 2 h 41 min 0 s  |
| 2013  | Marathon de Nara                       | Nara        | 1re   | Marathon      | 2 h 46 min 21 s |
| 2015  | Marathon de Shizuoka                   | Shizuoka    | 3e    | Marathon      | 2 h 58 min 15 s |
| 2016  | Championnats du Japon du 50 kilomètres | Tokyo       | 1re   | 50 kilomètres | 3 h 31 min 35 s |

### Skyrunning
| no  | féminin            | Course                                                 | Longueur | Départ            | Temps           |
| --- | ------------------ | ------------------------------------------------------ | -------- | ----------------- | --------------- |
|     | Médaille d'or      | Zao Vertical Race                                      | 4,8 km   | 3 septembre 2016  | 47 min 4 s      |
| 12e | Médaille d'or      | Championnats d'Asie de skyrunning - Kilomètre vertical | 5 km     | 2 décembre 2016   | 45 min 59 s     |
| 23e | Médaille d'or      | Transvulcania Vertical Kilometer                       | 7,6 km   | 11 mai 2017       | 59 min 28 s     |
| 17e | Médaille d'or      | Championnats d'Asie de skyrunning - Kilomètre vertical | 4,8 km   | 9 septembre 2017  | 44 min 41 s     |
| 14e | Médaille d'or      | Mt.Awa Vertical Kilometer                              | 5,2 km   | 30 septembre 2017 | 1 h 1 min 20 s  |
| 25e | Médaille d'argent  | Mt.Awa Vertical Kilometer                              | 5,5 km   | 20 avril 2019     | 54 min 34 s     |
| 12e | Médaille d'argent  | Olympus Vertical                                       | 4,3 km   | 28 juin 2019      | 51 min 21 s     |
| 13e | Médaille d'or      | Mt.Awa Vertical Kilometer                              | 5,5 km   | 17 avril 2021     | 52 min 59 s     |
| 34e | Médaille d'argent  | Vertical Terme di Bognanco                             | 3,4 km   | 10 septembre 2021 | 51 min 34 s     |
| 16e | Médaille de bronze | Santana Vertical Kilometer                             | 4,8 km   | 8 octobre 2021    | 52 min 6 s      |
| 9e  | Médaille d'or      | Santana SkyRace                                        | 23 km    | 9 octobre 2021    | 2 h 35 min 41 s |
| 15e | Médaille de bronze | Transvulcania Kilómetro Vertical                       | 7,26 km  | 8 mai 2025        | 1 h 2 min 46 s  |

### Course en montagne
| no  | féminin       | Course              | Longueur | Départ          | Temps           |
| --- | ------------- | ------------------- | -------- | --------------- | --------------- |
| 16e | Médaille d'or | Course du Mont Fuji | 21 km    | 28 juillet 2017 | 3 h 1 min 17 s  |
| 23e | Médaille d'or | Course du Mont Fuji | 21 km    | 27 juillet 2018 | 3 h 11 min 34 s |
| 55e | Médaille d'or | Course du Mont Fuji | 15 km    | 26 juillet 2019 | 1 h 37 min 23 s |
| 21e | Médaille d'or | Course du Mont Fuji | 21 km    | 29 juillet 2022 | 3 h 15 min 12 s |
| 32e | Médaille d'or | Course du Mont Fuji | 21 km    | 28 juillet 2023 | 3 h 16 min 53 s |
| 22e | Médaille d'or | Course du Mont Fuji | 21 km    | 26 juillet 2024 | 3 h 13 min 8 s  |
| 14e | Médaille d'or | Course du Mont Fuji | 21 km    | 25 juillet 2025 | 3 h 8 min 36 s  |

### Trail
| no  | féminin            | Course                                        | Longueur | Départ            | Temps            |
| --- | ------------------ | --------------------------------------------- | -------- | ----------------- | ---------------- |
| 5e  | Médaille d'or      | Ultra-Trail Mt.Fuji - Sty                     | 92 km    | 27 avril 2018     | 10 h 45 min 5 s  |
| 7e  | Médaille d'or      | Transvulcania Marathon                        | 44 km    | 11 mai 2019       | 4 h 43 min 56 s  |
| 38e | Médaille de bronze | OCC                                           | 55 km    | 29 août 2019      | 6 h 16 min 31 s  |
| 4e  | Médaille d'or      | Ultra-Trail Mt.Fuji - Kai                     | 69 km    | 23 avril 2022     | 8 h 12 min 29 s  |
| 6e  | Médaille d'or      | Doi Inthanon Thailand - Cliffs 100            | 104 km   | 10 décembre 2022  | 13 h 45 min 24 s |
| 18e | Médaille d'argent  | Ultra Trail Métropole Nice Côte d'Azur        | 165 km   | 29 septembre 2023 | 27 h 52 min 24 s |
| 19e | Médaille de bronze | Championnats d'Asie-Pacifique de trail - long | 76 km    | 26 octobre 2024   | 8 h 57 min 36 s  |
| 5e  | Médaille d'argent  | TransLantau 50                                | 52 km    | 9 novembre 2024   | 6 h 39 min 58 s  |
| 9e  | Médaille d'argent  | Kaga Spa Trail Endurance 100                  | 99,7 km  | 21 juin 2025      | 15 h 23 min 50 s |

## Records
| Épreuve       | Performance     | Date             | Lieu    |
| ------------- | --------------- | ---------------- | ------- |
| Semi-marathon | 1 h 23 min 26 s | 16 novembre 2014 | Okayama |
| Marathon      | 2 h 37 min 56 s | 25 août 2013     | Sapporo |
| 50 kilomètres | 3 h 31 min 35 s | 17 décembre 2016 | Tokyo   |